# Scutellaria lutilabia
Scutellaria lutilabia là một loài thực vật có hoa trong họ Hoa môi. Loài này được T.M.Lane & G.L.Nesom miêu tả khoa học đầu tiên năm 1988.